# Samuel Grabski
Samuel Grabski herbu Pomian (zm. w 1660 roku) – podkomorzy inowrocławski w latach 1645–1652, starosta brzeskokujawski w latach 1630–1644.
Był elektorem Władysława IV Wazy z województwa brzeskokujawskiego w 1632 roku.